# 马尔蒂纳斯·格采维丘斯
馬特納斯·格塞維休斯（1988年5月16日—），立陶宛籃球運動員，現在效力於立陶宛球隊萊塔斯籃球俱樂部。他也代表立陶宛國家籃球隊參賽。